# Laserdome

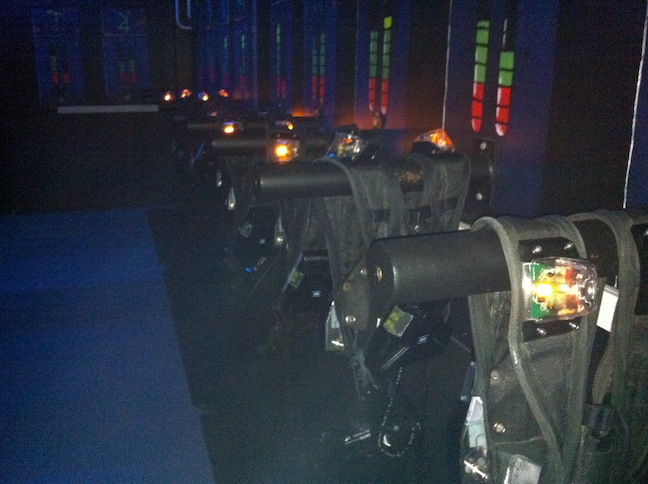
En serie gula spelarvästar med ansluta vapen.

Laserdome är ett svenskt företag som sysslar med laserspel. Företaget grundades 1993 av bröderna Jorius och den första arenan öppnades i Stockholm. I december 1993 kom Socialstyrelsen och svenska polisen överens om en åldersgräns på Laserdome i Sverige.[källa behövs] Inledningsvis var åldersgränsen 16 år, men idag har de flesta arenor inga sådana gränser. Kravet är istället att man ska klara av att bära västen (lokala rekommendationer kan förekomma). Samtliga arenor är anslutna till Svenska Lasersportförbundet SLSF.

## Svenska mästerskapen
- 1995, Laserdome Göteborg. Vinnare: Göteborg
- 1997, Laserdome Göteborg. Vinnare: Göteborg
- 1999, Laserdome Halmstad. Vinnare: Stockholm
- 2001, Laserdome Kristianstad. Vinnare: Kristianstad
- 2003, Laserdome Norrköping. Vinnare: Stockholm (det första officiella som arrangeras av Joakim Ringvide).
- 2004, Laserdome Göteborg. Vinnare: Göteborg.
- 2005, Laserdome Stockholm. Vinnare: Helsingfors (Finland)
- 2006, Laserdome Malmö. Vinnare: Göteborg.
- 2007, Laserdome Stockholm. Vinnare: Stockholm
- 2008, Laserdome Borås. Vinnare: Stockholm
- 2009, Laserdome Göteborg. Vinnare: Göteborg
- 2010, Laserdome Stockholm. Vinnare: Stockholm (Dock bara 2 stockholmslag som ställde upp i turneringen)
- 2011, Laserdome Stockholm. Vinnare:

## Officiella huvudsidor
- Laserdome.se (länksamling) Laserdome.se
- Laserdome.tk (medlemsforum) Laserdome.tk